# Rokan
Il Rokan è un fiume dell'isola di Sumatra, in Indonesia. È lungo più o meno 300 km e drena un'area di circa 19.000 km². Scorre prevalentemente attraverso una pianura paludosa ricoperta da foreste equatoriali. Sfocia nello stretto di Malacca, formando un estuario lungo circa 30 km. La sua portata è di circa 1100 m³/s. Non è mai in secca ed è navigabile. In prossimità del suo estuario sorge il porto di Bagansiapiapi.